# Wilkołak nocą (film krótkometrażowy)
Wilkołak nocą (oryg. Werewolf by Night) – amerykański film krótkometrażowy w konwencji horror na podstawie serii komiksów o superbohaterze o tym samym pseudonimie wydawnictwa Marvel Comics. Za reżyserię filmu odpowiadał Michael Giacchino na podstawie scenariusza Petera Camerona i Heather Quinn. W tytułową rolę wcielił się Gael García Bernal, a obok niego w głównych rolach wystąpili: Laura Donnelly i Harriet Sansom Harris.
Krótkometrażówka opowiada historię tajnej organizacji łowców potworów, która zbiera się w zamku Bloodstone po śmierci ich przywódcy i bierze udział w śmiertelnej rywalizacji o potężny artefakt, przez którą staną twarzą w twarz z niebezpiecznym potworem.
Wilkołak nocą wchodzi w skład IV Fazy Filmowego Uniwersum Marvela i stanowi część jej drugiego rozdziału zatytułowanego Saga Multiwersum. Film zadebiutował 7 października 2022 roku w serwisie Disney+.

## Streszczenie fabuły
Po śmierci Ulyssesa Bloodstone’a, łowca potworów Jack Russell zostaje wezwany przez wdowę po Ulyssesie, Verussę, do posiadłości Bloodstone, gdzie on i inni łowcy zostają wybrani do udziału w polowaniu mającemu na celu wyłonienie nowego przywódcy, który stanie się właścicielem Klejnotu krwi. Elsa, która odcięła się od rodziny, pojawia się by również wziąć udział w polowaniu, wbrew Verussie.
Polowanie rozpoczyna się na terenie posiadłości, miejscu przypominającym labirynt, w którym Klejnot przymocowany jest do schwytanego potwora. Russell po spotkaniu z Elsą odnajduje schwytanego potwora, który okazuje się być jego przyjacielem, którego planuje uwolnić. Russell ponownie natrafia na Elsę, z którą ukrywają się w grobowcu. Oboje decydują się na współpracę, by uwolnić potwora o imieniu Ted i zdobyć relikwię dla Elsy. Russell niszczy mur posiadłości, by Ted mógł uciec do lasu, a Elsie udaje się zerwać Klejnot przymocowany do Teda. Kiedy na miejscu pojawiają się Verussa i pozostali łowcy, Klejnot reaguje na Russella wskazując, że jest potworem.
Russell i Elsa zostają zamknięci razem w klatce i Verussa wypowiada zaklęcie używając Klejnotu, by ujawnić prawdziwą naturę Russella. Ten zmienia się w wilkołaka, ucieka z klatki i atakuje Verussę oraz jej strażników. Elsa ucieka z klatki i zabija pozostałych łowców. Russell atakuje Elsę, ale rozpoznaje ją, oszczędza jej życie i ucieka. Verussa próbuje zabić Elsę, ale zostaje zaatakowana przez Teda, który zabija ją i udaje się na poszukiwanie Russella. Elsa dziedziczy posiadłość, a Russell i Ted spotykają się w lesie.

## Obsada
- Gael García Bernal jako Jack Russell / Wilkołak nocą, człowiek dotknięty klątwą, która zamienia go w wilkołaka, zachowując przy tym jego ludzki intelekt[6][7].
- Laura Donnelly jako Elsa Bloodstone, córka Ulyssesa, która nie podziela tradycji rodzinnych łowców potworów[6][7].
- Harriet Sansom Harris jako Verussa Bloodstone, wdowa po Ulyssesie i macocha Elsy przewodząca tajnej grupie łowców potworów[6][7].

Pozostałych łowców potworów zagrali: Eugenie Bondurant jako Azarel, Kirk Thatcher jako Joshua Jovan, Leonardo Nam jako Liorn oraz Daniel J. Watts jako Barasso. Ponadto w filmie wystąpili: Al Hamacher jako Billy Swan, lokaj rodziny Bloodstone’ów; Carey Jones jako Ted Sallis / Man-Thing, bagienny potwór, który kiedyś był człowiekiem, a montażysta Jeffrey Ford użyczył głosu tej postaci; Richard Dixon jako głos Ulyssesa Bloodstone’a, zmarłego ojca Elsy i byłego łowcy potworów, który pojawia się jako przypominająca zombie kukła zagrana przez Erika Becka oraz Rick Wasserman jako narrator sekwencji otwierającej film.

## Produkcja

### Rozwój projektu

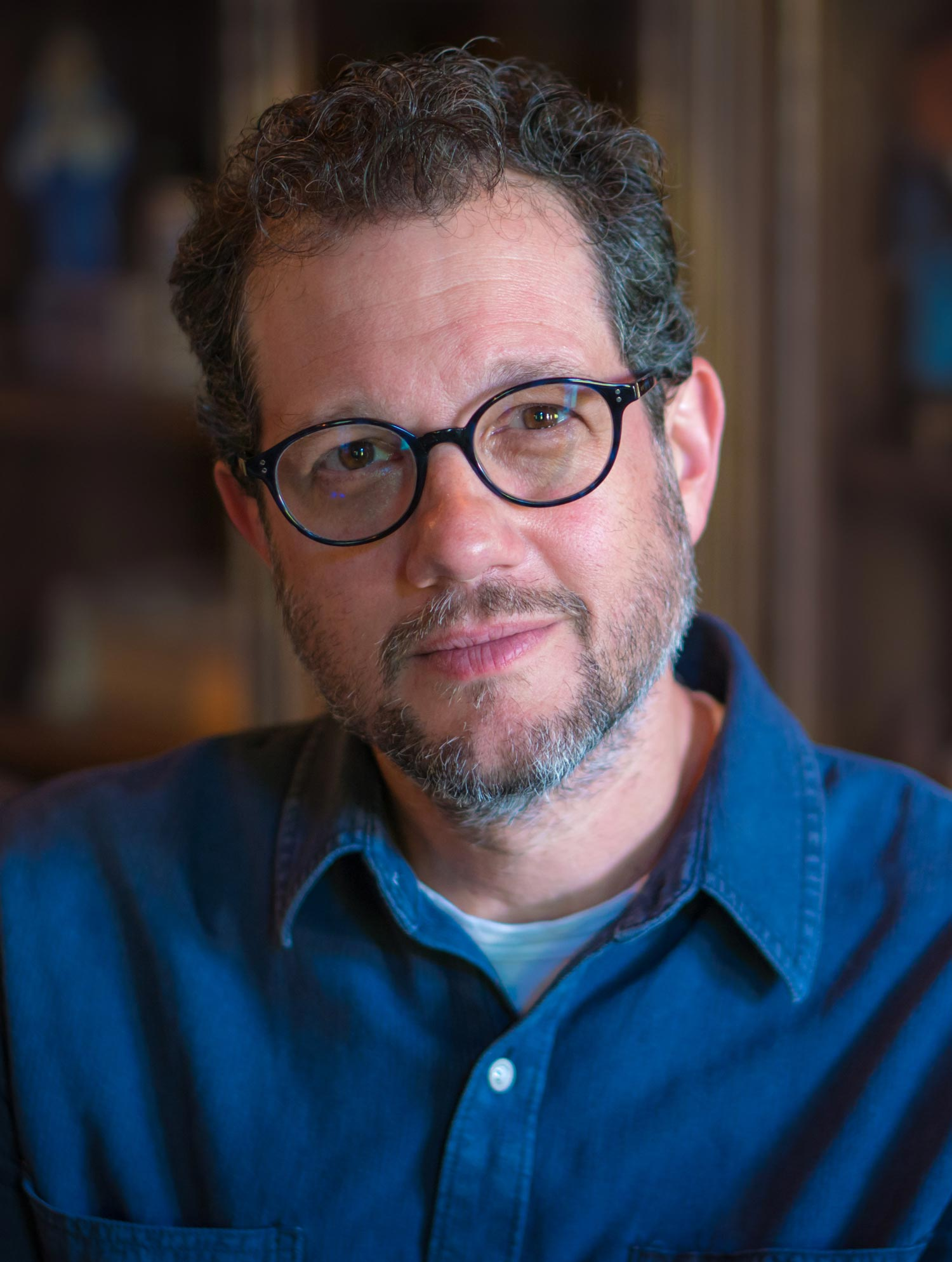
Michael Giacchino, reżyser i kompozytor produkcji

W maju 2001 roku poinformowano, że planowany jest film o postaci Wilkołaka nocą z komiksów wydawnictwa Marvel Comics. Za jego dystrybucję miało odpowiadać Dimension Films. Początkowo scenariusz napisał John Fasano, a w czerwcu 2002 roku Hans Rodionoff został zatrudniony do napisania scenariusza. Poinformowano też, że Crystal Sky Pictures będzie współprodukować film z Marvel Studios. W lutym 2003 roku ujawniono, że Robert Nelson Jacobs zajął się pisaniem scenariusza. Pomimo planów rozpoczęcia zdjęć w 2006 roku projekt ostatecznie nie doszedł do skutku. W lutym 2021 roku Kevin Smith wyjawił, że w 2019 roku został poinformowany o tym, że Marvel Studios planuje wykorzystać postać w Filmowym Uniwersum Marvela.
W sierpniu 2021 roku poinformowano, że Marvel Studios pracuje nad filmem krótkometrażowym na potrzeby serwisu Disney+. Według tych doniesień projekt ten dotyczyć ma postaci Werewolf by Night. W marcu 2022 roku Michael Giacchino został zatrudniony na stanowisko reżysera. Jeszcze w grudniu 2021 roku pojawiła się informacja, że zajmie się on reżyserią jednego z projektów studia. Wilkołak nocą (Werewolf by Night) został oficjalnie potwierdzony i zapowiedziany we wrześniu 2022 roku jako „Marvel Studios Special Presentation”. Producentami wykonawczymi zostali Kevin Feige, Stephen Broussard, Louis D’Esposito, Victoria Alonso i Brad Winderbaum. 

### Scenariusz
Scenariusz napisali Peter Cameron i Heather Quinn. Giacchino wyjawił, że krótkometrażówka inspirowana była horrorami z lat trzydziestych i czterdziestych XX wieku, w tym m.in. filmami King Kong (1933) i Wilkołak (1941), a także serią Strefa mroku. Giacchino określił Wilkołaka nocą jako „list miłosny” dla tych horrorów. Disney+ sklasyfikowało ten film jako komedię. Feige opisał go jako zabawny, ale dodał również, że jest trochę mroczniejszy i trochę straszniejszy od wcześniejszych produkcji studia. Postać Wilkołaka nocą została zmieniona w stosunku do komiksów tak, by historia była bardziej współczesna. W krótkometrażówce został pokazany bagienny potwór, Man-Thing, co było sugestią Feigego. Giacchino chciał, by Man-Thing był bardziej uczłowieczony w filmie, dlatego określany jest tylko poprzez swoje prawdziwe imię – Ted.
Biorąc pod uwagę ilość krwi i przerażających elementów w Wilkołaku nocą, Giacchino zakładał, że będzie on sklasyfikowany jako TV-MA, jednakże jednocześnie uważał, że czarno–biały montaż pozwoli na klasyfikację TV-14. W Wilkołaku nocą nie padają żadne nawiązania do Filmowego Uniwersum Marvela, ale mimo to jest on częścią tej franczyzy. Krótkometrażówka jest w dużej mierze samodzielną historią w MCU bez udziału znanych postaci, jednak rozważano włączenie Blade’a.

### Casting
W listopadzie 2021 roku Gael García Bernal został obsadzony w tytułowej roli. W styczniu 2022 roku Laura Donnelly dołączyła do obsady. We wrześniu poinformowano, że Bernal zagra Jacka Russella, a Donnelly wystąpi jako Elsa Bloodstone; wyjawiono również, że w filmie wystąpią Harriet Sansom Harris jako Verussa, Al Hamacher jako Billy Swan, Eugenie Bondurant jako Azarel i Kirk Thatcher jako Jovan oraz Daniel J. Watts.

### Zdjęcia i postprodukcja
Zdjęcia rozpoczęły się 29 marca 2022 roku w Trilith Studios w Atlancie pod roboczym tytułem Buzzcut. Prace na planie zakończyły się pod koniec kwietnia tego samego roku. Za zdjęcia odpowiadała Zoë White. Realizacja zdjęć na planie trwała 12 dni. Scenografią zajęła się Maya Shimoguchi, a kostiumy zaprojektowała Mayes C. Rubeo.
Montażem zajął się Jeffrey Ford. Krótkometrażówka została nakręcona w kolorze, jak i również pierwsze wersje montażowe powstały w kolorze. Michael Giacchino chciał, aby Wilkołak nocą był filmem czarno-białym i przedstawił Kevinowi Feigemu zmontowaną czarno-białą wersję. Po jej obejrzeniu Marvel Studios zdecydowało się na wydanie filmu właśnie w tej wersji.  
W Wilkołaku nocą korzystano głównie z praktycznych efektów specjalnych, przykładowo podczas przemiany Jacka Russella w wilkołaka. Man-Thing został zrealizowany przy połączeniu gry Careya Jonesa w przebraniu, animatroniki oraz efektów praktycznych i CGI. Za efekty specjalne odpowiadał Joe Farrell, a przygotowane zostały przez Zoic Studios.

## Muzyka
We wrześniu 2022 roku ujawniono, że Michael Giacchino skomponował również muzykę do filmu. Znaczną część partytury napisał podczas edycji filmu, co pozwoliło mu na zaprezentowanie swoich pomysłów Jeffreyowi Fordowi, który następnie sugerował się proponowaną muzyką podczas nowej wersji montażowej filmu. Album Werewolf by Night: Original Soundtrack został wydany 7 października przez Hollywood Records.
W filmie wykorzystano również utwory: „I Never Had a Chance” (Irving Berlin), „Wishing (Will Make It So)” (Vera Lynn) i „Over the Rainbow” (Judy Garland).
| Werewolf by Night: Original Soundtrack – 2022 | Werewolf by Night: Original Soundtrack – 2022 | Werewolf by Night: Original Soundtrack – 2022 | Werewolf by Night: Original Soundtrack – 2022 |
| Nr                                            | Tytuł utworu                                  | Autor                                         | Długość                                       |
| --------------------------------------------- | --------------------------------------------- | --------------------------------------------- | --------------------------------------------- |
| 1.                                            | „A Marvel Special Presentation”               | M. Giacchino                                  | 0:12                                          |
| 2.                                            | „Mane Title”                                  | M. Giacchino                                  | 3:02                                          |
| 3.                                            | „Hall of Shame”                               | M. Giacchino                                  | 1:00                                          |
| 4.                                            | „Ulysses’s Rant”                              | M. Giacchino                                  | 3:24                                          |
| 5.                                            | „There Is No Peace Without Tuba”              | M. Giacchino                                  | 4:17                                          |
| 6.                                            | „Scot Free”                                   | M. Giacchino                                  | 0:47                                          |
| 7.                                            | „A Farewell to Arm”                           | M. Giacchino                                  | 3:27                                          |
| 8.                                            | „Cryptic Messages”                            | M. Giacchino                                  | 0:59                                          |
| 9.                                            | „Tales from the Crypt”                        | M. Giacchino                                  | 2:29                                          |
| 10.                                           | „Elsa’s Ted Talk”                             | M. Giacchino                                  | 3:17                                          |
| 11.                                           | „Beach Blanket Betrayal”                      | M. Giacchino                                  | 3:23                                          |
| 12.                                           | „Where’s Wolf”                                | M. Giacchino                                  | 4:01                                          |
| 13.                                           | „I Don’t Know Jack”                           | M. Giacchino                                  | 3:12                                          |
| 14.                                           | „Mane on Ends”                                | M. Giacchino                                  | 1:58                                          |
| 15.                                           | „End Shredits”                                | M. Giacchino                                  | 4:21                                          |
| 16.                                           | „Mane Theme – Piano Arrangement”              | M. Giacchino                                  | 1:35                                          |
|                                               |                                               |                                               | 41:24                                         |

## Promocja i wydanie
10 września 2022 roku podczas konwentu D23 Expo zaprezentowano zwiastun do filmu. 25 września odbył się specjalny pokaz w Austin podczas Fantastic Fest, a następnie 6 października na Hollywood Forever Cemetery podczas Hallowstream.
Wilkołak nocą zadebiutował 7 października 2022 roku w serwisie Disney+. 4 listopada pojawił się na Disney+ dokument, Reżyser nocą (oryg. Director by Night), ukazujący sylwetkę Michaela Giacchino podczas produkcji filmu.
20 października 2023 roku na Disney+ pojawiła się wersja krótkometrażówki w kolorze zatytułowana Wilkołak nocą w kolorze (oryg. Werewolf by Night in Color).

## Odbiór

### Krytyka w mediach
Film spotkał się z pozytywną reakcją krytyków. W serwisie Rotten Tomatoes 90% ze 108 recenzji uznano za pozytywne, a średnia ocen wystawionych na ich podstawie wyniosła 7,6/10. Na portalu Metacritic średnia ważona ocen z 17 recenzji wyniosła 69 punktów na 100.
Jordan Moreau z „Variety” ocenił, że jest „to zdecydowanie najbardziej przerażający i najkrwawszy projekt Marvela, który trwa 53 minuty i jest idealną przekąską na Halloween”. David Fear z „Rolling Stone” stwierdził, że Wilkołak nocą jest „zabawną jednodniową wycieczką w nieznane dotąd terytorium gatunku”. Helen O’Hara z „Empire Magazine” napisała, że film „nie tak wyborny, jak można by mieć nadzieję, ale też nie jest błędem; to zabawna podróż Marvela, która wskazuje na nadchodzący większy biznes potworów”. Marisa Mirabal z Indie Wire oceniła, że „wykorzystując elementy czarnej komedii, lekkich romansów i przyjaźni, Wilkołak nocą potrafi z powodzeniem równoważyć zabawę i strach”. Dylan Roth z Observer stwierdził, że jest „to uroczy hołd nie tylko dla papkowatego komiksowego horroru, na którym jest oparty, ale także dla przerażającego i głupiego klasycznego kina, które dorastało pokolenie jego miłośników, oglądając późno w nocy w lokalnej telewizji”.
Dawid Muszyński z NaEkranie.pl napisał, że „to udany eksperyment, dzięki któremu widzowie będą mieć ochotę na coś większego. Bardziej krwistego! Mam nadzieję, że Michael Giacchino dostanie zielone światło na dalszą zabawę z potworami”. Radosław Krajewski z Gram.pl ocenił, że „to bardzo udana produkcja, którą powinny zainteresować się również te osoby, które nie przepadają za superbohaterskimi filmami, czy serialami. Tym bardziej że krótki format sprawdza się tu idealnie, przedstawiając spójną i interesującą historię”. Mikołaj Lipkowski z Movies Room stwierdził, że „Michael Giacchino zalicza udany debiut jako reżyser” i określił Wilkołaka nocą „raczej eksperymentem, który warto sprawdzić”. Jacek Werner z Filmożerców ocenił, że „dostaliśmy odpowiednik halloweenowej torby żelków, która zamiast zwykłych gumisiów ma w środku nietoperze, mózgi i robale. Koniec końców smakują tak samo jak zawsze, ale na tę okazję nie można sobie przecież odmówić”.

### Nagrody i nominacje
| Rok  | Ceremonia                                   | Kategoria                                                                         | Nominowani            | Rezultat  | Przypis |
| ---- | ------------------------------------------- | --------------------------------------------------------------------------------- | --------------------- | --------- | ------- |
| 2023 | Critics Choice Super Awards                 | Najlepszy superbohaterski serial, serial limitowany lub film telewizyjny          | Wilkołak nocą         | Nominacja | [ 57 ]  |
| 2023 | Critics Choice Super Awards                 | Najlepszy czarny charakter w serialu, serialu limitowanym lub filmie telewizyjnym | Harriet Sansom Harris | Nominacja | [ 57 ]  |
| 2023 | Online Film & Television Association Awards | Najlepszy makijaż z epoki lub / i postaci                                         | Wilkołak nocą         | Nominacja | [ 58 ]  |
| 2024 | Saturn Awards                               | Najlepsza prezentacja telewizyjna                                                 | Wilkołak nocą         | Wygrana   | [ 59 ]  |
| 2024 | Saturn Awards                               | Najlepsza gościnny występ w serialu telewizyjnym                                  | Gael García Bernal    | Nominacja | [ 60 ]  |